# DN54
De DN54 (Drum Național 54 of Nationale weg 54) is een weg in Roemenië. Hij loopt van Turnu Măgurele via Corabia naar Caracal. De weg is 71 kilometer lang.